# Windows 3.0
Windows 3.0 – trzecie główne wydanie systemu operacyjnego Microsoft Windows, wydane 22 maja 1990 roku. Wprowadza ono nowy graficzny interfejs użytkownika (GUI) reprezentujący aplikacje jako klikalne ikony zamiast listy nazw plików w jego poprzednikach. Późniejsze aktualizacje rozszerzają funkcjonalność, m.in. wsparcie multimediów, nagrywania i odtwarzania dźwięku oraz obsługi CD-ROM.
Windows 3.0 był pierwszą wersją Windows, która sprawdziła się zarówno w zastosowaniach krytycznych, jak i komercyjnych. Uznano ją za znaczący krok naprzód w stosunku do poprzedniej wersji Windows 2.0. Jej GUI było uznawane za konkurujące z używanymi i spopularyzowanymi przez Macintosha. Do innych zachwalanych funkcji należą ulepszona wielozadaniowość, możliwość do przystosowania do potrzeb użytkownika oraz, szczególnie, praktyczne zarządzanie pamięcią które wprawiało w kłopot użytkowników wcześniejszych wersji.
Oprogramowanie odniosło wielki sukces, osiągając 10 milionów sprzedanych kopii. Microsoft spotkał się z krytyką ze strony niezależnych twórców oprogramowania za dołączanie własnego oprogramowania do środowiska operacyjnego, co uznali za praktykę antykonkurencyjną. Następcą systemu stał się Windows 3.1, wydany w 1992 roku. Wsparcie techniczne dla Windows 3.0 zostało zakończone 31 grudnia 2001 roku.

## Historia rozwoju
Przed wprowadzeniem systemu Windows 3.0, od 1981 r. w ramach partnerstwa komputery osobiste IBM były rozprowadzane z systemem MS-DOS firmy Microsoft. Microsoft już wcześniej próbował stworzyć udane środowisko operacyjne zwane Windows, jednak IBM odrzuciło tę propozycję dla swojej linii produktów. Podczas gdy zbliżała się piąta wersja MS-DOS, IBM zażądał wersji działającej w „trybie chronionym”, umożliwiającej wśród innych korzyści uruchamianie wielu programów równocześnie. MS-DOS był projektowany z myślą o trybie rzeczywistym i pracy z jedną aplikacją w danej chwili, z powodu ograniczeń mikroprocesora Intel 8088. W późniejszym czasie Intel wydał model Intel 80286, sprawnie obsługujący wielozadaniowość (z różnymi funkcjami sprzętowymi, w tym ochronę pamięci, przełączanie zadań, rozdzielenie uprawnień programów oraz pamięć wirtualną – wszystkie te funkcje nie występowały we wcześniejszych procesorach Intel x86). Procesor ten mógł być bezpośrednio podłączony do 16 razy większej pamięci niż procesory 8088 (i 8086). Obie firmy (IBM i Microsoft) wspólnie stworzyły system operacyjny nowej generacji, nazywany OS/2. Wczesne oprogramowanie dla OS/2 nie było obarczone kompatybilnością z MS-DOS, co dawało IBM technologiczną przewagę.
Pod koniec 1987 roku, Windows/386 2.0 wprowadził jądro trybu chronionego, które za pomocą wirtualnego trybu 8086 może pracować równocześnie z wieloma programami MS-DOS, ale wszystkie aplikacje Windows wciąż działają we wspólnej maszynie wirtualnej DOS. Podczas gdy reszta zespołu Microsoftu przeszła do projektu OS/2 2.0, David Weise, członek zespołu programistów Windows oraz krytyk IBM, uważał że ponownie uruchomić projekt Windows. Microsoft potrzebował narzędzi programistycznych do pracy w trybie chronionym, więc zatrudnił Murraya Sargenta, profesora fizyki z Uniwersytetu Arizony, który opracował DOS extender oraz debuggera współpracującego z aplikacjami w trybie chronionym.

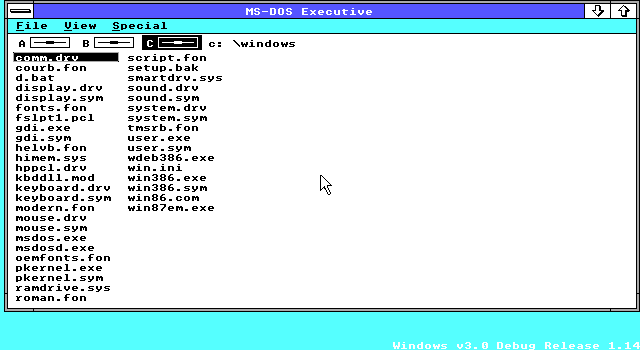
Pulpit systemu Windows 3.0 build 14, najwcześniejszej wewnętrznie dostępnej kompilacji.

Windows 3.0 zapoczątkowano w 1988 roku jako niezależny projekt Weise’a i Sargenta, używając debuggera Sargenta celem ulepszenia menedżera pamięci i uruchamiania aplikacji Windows w oddzielnych segmentach pamięci chronionej. W ciągu kilku miesięcy Weise i Sargent stworzyli roboczy prototyp zdolny do uruchomienia Worda, Excela i PowerPointa a następnie zaprezentowali go kierownictwu firmy, które było na tyle pod wrażeniem, że zatwierdziło go jako oficjalny projekt. Relacje między Microsoftem a IBM uległy pogorszeniu gdy IBM dowiedział się o nadchodzącym projekcie Microsoftu, zaś Microsoft zapewniał że anuluje Windows po premierze oraz będzie kontynuować rozwój OS/2.
Windows 3.0 został oficjalnie zapowiedziany 22 maja 1990 roku w New York City Center Theater. W wydarzeniu uczestniczyło 6 tysięcy osób oraz było transmitowane na żywo na targach społecznościowych Microsoftu w siedmiu innych miastach Ameryki Północnej oraz dwunastu w innych miejscach świata. Microsoft wydał 3 miliony dolarów amerykańskich na zorganizowanie wydarzenia, co zdaniem Billa Gatesa, współzałożyciela, było „najbardziej ekstrawaganckim, rozległym i najdroższym wprowadzeniem do oprogramowania w historii”. Microsoft nie oferował darmowych licencji wykonawczych oprogramowania dla dystrybutorów, ponieważ wersje wykonawcze Windows nie posiadały wielozadaniowości . W zamian, firma oferowała uaktualnienia dla zarówno pełnych jak i wykonawczych wersji wcześniejszych wydań Windows za cenę 50 dolarów (równowartość 120 dolarów w 2024 r.) – znacząco niższą niż sugerowana cena detaliczna pełnej licencji, wynosząca 149 dolarów. Oprogramowanie było dołączane przez producentów sprzętu komputerowego. Jako pierwsi byli Zenith Data Systems, Austin Computer Systems oraz CompuAdd, a następnie ponad 25 innych, z wyjątkiem IBM.
„Zespół wprowadzający” firmy Microsoft otrzymał zadanie uczynienia systemu Windows 3.0 ogólnie atrakcyjnym dla ogółu społeczeństwa i obawiał się, że ze względu na wysokie wymagania systemowe użytkownicy będą postrzegać go wyłącznie jako narzędzie dla dużych przedsiębiorstw. Główni wydawcy gier nie postrzegali go jako potencjalnej platformy do gier, pozostając przy MS-DOS. Bruce Ryan, menadżer produktu w Microsoft’cie, zebrał gry zaprojektowane w wolnym czasie przez członków zespołu Windows, tworząc Microsoft Entertainment Pack zawierający Tetris i Sapera. Budżet był niewielki i nic nie przeznaczono na testy jakości. Mimo to, Entertainment Pack sprzedawano jako oddzielny produkt, który stał się na tyle popularny, że wydano trzy kolejne.
31 grudnia 2001 roku Microsoft zakończył wsparcie techniczne dla Windows 3.0 razem ze wcześniejszymi wersjami Windows, Windows 95, Windows for Workgroups oraz MS-DOS w wersji aż do 6.22.

## Funkcje
Windows 3.0 posiada znacząco odświeżony graficzny interfejs użytkownika, który opisywano jako posiadający trójwymiarowy wygląd, zbliżony do Presentation Manager zamiast płaskiego jak w swoim poprzedniku, Windows 2.1. Zawiera również techniczne ulepszenia do zarządzania pamięcią celem lepszego wykorzystania możliwości procesorów Intel 80286 i 80386. Dynamic Data Exchange jest protokołem wielozadaniowości, gdzie wiele uruchomionych aplikacji wzajemnie wymienia ze sobą dane, tj. gdy dane w jednym z programów ulegną zmianie, tak samo zmieniająją się w innej. Funkcja ta występowała już wcześniej w Windows, jednakże z powodu ograniczeń pamięci użytkownicy nie mogli jej stosować aż do Windows 3.0. Użytkownicy musieli wrócić do systemu DOS aby uruchomić daną aplikację, zamknąć ją i uruchomić inną w celu wymiany danych. Ze względu na obsługę procesora 386 i nowszych, Windows 3.0 może również korzystać z pamięci wirtualnej, części dysku twardego zastępującej pamięć przez procesor w przypadku wyczerpania jego własnej pamięci. Tak jak poprzednicy, Windows 3.0 nie jest systemem operacyjnym per se lecz raczej środowiskiem operacyjnym zaprojektowanym dla DOS i kontrolującym jego funkcje.
Menedżer plików MS-DOS Executive został zastąpiony Menedżerem programów, Menedżerem plików oraz Listą zadań (ang. Task List). Menedżer programów jest graficzną powłoką składającą się z ikon, każda z nich posiadająca podpis. Mogą być przenoszone i rozmieszczane w dowolny sposób, natomiast podpisy ikon mogą być zmieniane. Przy podwójnym kliknięciu ikony otwierają przypisane do nich programy lub mniejsze okna wewnątrz Menedżera programów, zwane oknami grup. Okna grup zawierają ikony i mogą być minimalizowane w celu zmniejszenia zaśmiecania przestrzeni okna Menedżera programów. Menedżer plików jest inną powłoką do uzyskiwania dostępu lub modyfikowania aplikacji lecz wyświetla je jako pliki zawarte w katalogach (folderach) w widoku listy. Stanowi alternatywę dla korzystania z poleceń DOS do przenoszenia plików i folderów. Lista zadań wyświetla wszystkie uruchomione aplikacje i może służyć do ich zakańczania, wyboru innego programu, rozmieszczenia okien kaskadowo czy obok siebie oraz rozmieszczania zminimalizowanych ikon na pulpicie. Panel sterowania, w którym użytkownicy mogą zmieniać ustawienia do dostosowywania Windows oraz sprzętu, również został zaprojektowany na nowo jako okno zawierające ikony.
Sterowniki dołączane do Windows 3.0 obsługują do 16 kolorów z palet EGA, MCGA lub VGA, w przeciwieństwie do wcześniejszego maksimum wynoszącego 8 barw, choć środowisko operacyjne obsługuje karty graficzne które oferują rozdzielczości ekranu i liczbę kolorów przewyższające VGA. Windows 3.0 wprowadził także Menedżera palet (ang. Palette Manager), zestaw funkcji umożliwiających aplikacjom zmianę palety kolorów kart graficznych wyświetlających do 256 kolorów w celu użycia potrzebnych kolorów. W przypadku gdy wyświetlane okna przekraczają limit 256 barw, Windows 3.0 nadaje wyższy priorytet aktywnemu oknu do wykorzystania barw danej aplikacji bez potrzeby stosowania ditheringu, a następnie wypełnia określone obszary.
Windows 3.0 zachowuje liczne proste aplikacje swoich poprzedników, takie jak Notatnik, procesor tekstu Write oraz ulepszony program graficzny Paintbrush. Kalkulator zyskał możliwość dokonywania obliczeń naukowych. Rejestrator jest nowym programem, który nagrywa makra lub sekwencje naciśnięć klawiszy i ruchów myszy, przypisywanych jako skróty do szybszego wykonywania skomplikowanych operacji. Dodatkowo gra Reversi została uzupełniona o grę karcianą Microsoft Solitaire, która została w 2019 roku wprowadzona do World Video Game Hall of Fame. Innym znaczącym programem jest Pomoc. W przeciwieństwie do aplikacji DOS, które mogą mieć wbudowane funkcje pomocy, Pomoc Windows jest oddzielnym i łatwo dostępnym programem towarzyszącym wszystkim aplikacjom Windows, które go obsługują.

## Tryby pamięci
Windows 3.0 był jedyną wersją Windows, którą można było uruchomić w trzech trybach pamięci:
- trybie rzeczywistym, przeznaczonym dla starszych komputerów z procesorem wolniejszym od Intel 80286 i odpowiadającym jego trybowi rzeczywistemu;
- trybie standardowym, przeznaczonym dla komputerów z procesorem 80286 i odpowiadającym jego trybowi chronionemu;
- trybie rozszerzonym 386, przeznaczonym dla nowszych komputerów z procesorem Intel 80386 lub szybszym i odpowiadającym jego trybowi chronionemu oraz wirtualnemu trybowi 8086[36].

Tryb rzeczywisty istniał głównie do uruchamiania aplikacji Windows 2.x. Został usunięty w Windows 3.1. Niemal wszystkie aplikacje zaprojektowane dla Windows 3.0 musiały być uruchamiane w trybie standardowym lub rozszerzonym 386 (Microsoft Word 1.x oraz Excel 2.x działałyby w trybie rzeczywistym ponieważ powstały dla Windows 2.x). Jednakże konieczne było uruchomienie Windows 3.0 w trybie rzeczywistym aby załadować program SWAPFILE.EXE pozwalający użytkownikom na zmianę ustawień pamięci wirtualnej. Microsoft oficjalnie twierdził, że minimalnym procesorem wymaganym do uruchomienia Windows 3.0 był turbo 8086 o szybkości 8 megaherców (MHz). System mógł być uruchamiany na komputerach z procesorem 8088 o szybkości 4,77 MHz jednak wydajność była tak niska, że czyniła system niemalże bezużytecznym. W trybie rzeczywistym obsługiwane jest do 4 MB pamięci rozszerzonej (EMS).
Tryb standardowy był najczęściej użytkowany, jako że jego wymagania zasadniczo pokrywały się z ówcześnie występującymi przeciętnymi komputerami – procesor 80286 z co najmniej 1 MB pamięci. Ponieważ niektóre komputery (szczególnie Compaq) nie miały pamięci rozszerzonej (XMS) umieszczonej w linii 1 MB, pozostawiając przestrzeń między końcem pamięci konwencjonalnej a początkiem XMS, Windows nie mógł na nich pracować w innym trybie niż rzeczywistym.
Tryb rozszerzony 386 był 32-bitową maszyną wirtualną, która uruchamiała kopię 16-bitowego trybu standardowego oraz wiele kopii MS-DOS w wirtualnym trybie 8086. Tryb rozszerzony 386 używa wirtualnego trybu 8086 celem umożliwienia uruchamiania wielu programów DOS (każda sesja DOS zabiera 1 MB pamięci) razem z możliwością pracy w oknie i kontynuowania wielozadaniowości. Wsparcie dla pamięci wirtualnej daje użytkownikowi możliwość wykorzystania dysku twardego jako tymczasowe miejsce magazynowania gdy aplikacje wykorzystują więcej pamięci niż istnieje w systemie.
Windows uruchomi się przeważnie w najwyższym trybie działania jaki komputer może wykorzystać, choć użytkownik może zmusić go do niższych trybów poprzez użycie poleceń WIN /R lub WIN /S w wierszu poleceń DOS. Jeżeli użytkownik wybierze tryb działania, który nie może funkcjonować z powodu braku pamięci RAM lub obsługi procesora, Windows zwyczajnie uruchomi się w następnym niższym trybie.

## Aktualizacje
Znane są dwie wydane aktualizacje do Windows 3.0. Jedną z nich jest Windows 3.0a, wydana w grudniu 1990 roku. Modyfikowała ona DOS extendera – program dający dostęp aplikacjom DOS do pamięci rozszerzonej – w celu zapobiegania błędów spowodowanych przez programy wywołujące tryb rzeczywisty w chwili gdy Windows pracuje w trybie standardowym. Uproszczała ona proces instalacji i łagodziła awarie związane z siecią, drukowaniem oraz stanami niskiej ilości dostępnej pamięci.

### Windows 3.0 with Multimedia Extensions
Windows 3.0 with Multimedia Extensions 1.0 (MME) został wydany dla firm trzecich w październiku 1991 roku. Interfejs programowania aplikacji wprowadził Media Control Interface, zaprojektowany dla urządzeń multimedialnych takich jak karty graficzne i dźwiękowe, skanery i magnetowidy. Obsługiwał także nagrywanie i odtwarzanie dźwięku cyfrowego, urządzenia MIDI, wygaszacze ekranu i analogowe dżojstiki oraz napędy CD-ROM, które stawały się coraz bardziej powszechne. Inne funkcje zawierały dodatkowe aplety, takie jak zegar czy odtwarzacz multimediów do otwierania plików multimedialnych. MME obsługuje dźwięk stereo oraz 16-bitową rozdzielczość bitową dźwięku i próbkowanie do 44,1 kHz.

## Wymagania sprzętowe
Oficjalne wymagania sprzętowe dla Windows 3.0 oraz aktualizacji Windows 3.0 with Multimedia Extensions:
|                         | Windows 3.0 | Windows 3.0 with Multimedia Extensions                                |
| ----------------------- | --- | --------------------------------------------------------------------- |
| CPU                     | 8086/8088 | 80286 o szybkości 10 MHz                                              |
| RAM                     | 1 MB pamięci (odpowiednio 640 KB konwencjonalnej i 384 KB rozszerzonej; w trybie rzeczywistym tylko 640 KB) | 2 MB                                                                  |
| Urządzenie magazynujące | dysk twardy z 6–8 MB wolnej przestrzeni | dysk twardy o pojemności 30 MB                                        |
| Nośnik                  | co najmniej jedna stacja dyskietek dla dysków instalacyjnych | napęd CD-ROM w celu przeprowadzania licznych operacji na multimediach |
| Karta graficzna         | Windows 3.0 obsługuje dużą ilość kart graficznych i monitorów i będzie próbować użyć jednego ze swoich ogólnych sterowników w przypadku braku dedykowanego sterownika. Jednakże, ponieważ interfejs użytkownika został opracowany z myślą o rozdzielczościach relatywnie wysokich jak na standardy lat 90., zalecanym wymogiem była karta obsługująca EGA, MCGA lub VGA. | karta graficzna obsługująca VGA                                       |
| System operacyjny       | MS- lub PC-DOS w wersji 3.1 lub wyższej | MS- lub PC-DOS w wersji 3.1 lub wyższej                               |
| Mysz                    | Zalecane urządzenie wskazujące zgodne ze standardem Microsoftu. | Mysz jest wymagana do wykonywania licznych operacji na multimediach.  |

Minimalne wymagania procesora i pamięci dla oryginalnej wersji odnoszą się do uruchamiania Windows w trybie rzeczywistym, najniższym z trzech trybów pracy. Tryb ten znacząco ogranicza wielozadaniowość Windowsa, choć nadal może korzystać z pamięci rozszerzonej dodawanej przez instalację układów pamięci lub menedżerów pamięci. Oferuje on także kompatybilność wsteczną z jak największą liczbą urządzeń i oprogramowania zaprojektowanych dla systemu DOS oraz może być używany do uruchamiania aplikacji DOS i starszych programów Windows niezoptymalizowanych do Windows 3.0 w przypadku braku możliwości załadowania ich w wyższych trybach działania. Tryb standardowy wymaga co najmniej procesora 80286 i, choć wymogi dotyczące pamięci nie uległy zmianie, tryb ten pozwala procesorowi na korzystanie z pamięci rozszerzonej do uruchamiania aplikacji. Tryb rozszerzony 386 wymaga co najmniej procesora 386 i dwóch megabajtów pamięci. Podczas gdy inne tryby mogą uruchamiać aplikacje DOS wyłącznie na pełnym ekranie oraz zawiesić działanie aplikacji DOS do uruchomienia programów Windows oraz vice versa, w trybie rozszerzonym 396 aplikacje DOS mogą pracować w oknach, równocześnie z programami Windows. W przeciwieństwie do innych trybów, nie może być on używany do ładowania aplikacji DOS korzystających z DOS extendera niekompatybilnego ze specyfikacją DPMI. Windows uruchomi się przeważnie w najwyższym trybie działania jaki komputer może wykorzystać, choć użytkownik może zmusić go do niższych trybów poprzez użycie poleceń WIN /R lub WIN /S w wierszu poleceń DOS. Jeżeli użytkownik wybierze tryb działania, który nie może funkcjonować z powodu braku pamięci RAM lub obsługi procesora, Windows zwyczajnie uruchomi się w następnym niższym trybie.

## Odbiór
Windows 3.0 uznawany jest za pierwszą wersję Windows, która spotkała się z uznaniem. Użytkownicy i recenzenci wychwalali bazujący na ikonach interfejs oraz łatwość wykonywania operacji, a także ulepszoną wielozadaniowość i większą kontrolę nad dostosowywaniem środowiska. Computerworld uważał, że oprogramowanie posiada te same korzyści co OS/2 i Unix. Garry Ray z Lotusa uważał tę wersję Windows za pierwszą ze środowiska, nad którą należy „poważnie i długoterminowo się zastanowić”. Bill Howard z PC Magazine uznał interfejs za łatwy w obsłudze choć nie tak intuicyjny jak w Macintoshu. Michael J. Miller, redaktor InfoWorld, wierzył, że użytkownicy komputerów PC całkowicie przejdą z poprzedniego środowiska tekstowego na interfejs graficzny, a ich głównym wyborem będzie system Windows 3.0.
Krytycznym aspektem Windows 3.0 jest to, w jaki sposób zarządzał pamięcią. Przed wydaniem, użytkownicy poprzednich wersji Windows musieli omijać ograniczenia pamięci, aby móc korzystać z obiecanych możliwości tych wersji. Oprogramowanie Windows zajmowało dużą część pamięci, a użytkownicy regularnie doświadczali spowolnienia systemu i częstego przekroczenia ograniczeń pamięci. Windows 3.0 miał także relatywnie wysokie wymogi pamięci jak na standardy lat 90. lecz z trzema trybami pamięci był zachwalany za bardziej wydajne użycie pamięci, usunięcie limitu 640 kilobajtów – istniejącego w komputerach pracujących z oprogramowaniem Microsoftu od czasów sysemu DOS – oraz wsparcia dla mocniejszych procesorów.
Ted Needleman z czasopisma komputerowego Modern Electronics określił interfejs graficzny Windows 3.0 mianem „najnowocześniejszego” i porównał wcześniejsze próby Microsoftu nad stworzeniem GUI do Apple Lisa, wczesnych prac Apple’a nad poprzednikiem bardziej popularnego Macintosha. Ostrzegł przed pozornie tanim kosztem aktualizacji wynoszącym 50 dolarów, biorąc pod uwagę wymagania systemowe i konieczność uaktualnienia zainstalowanych aplikacji w celu zapewnienia zgodności. Ostrzegł również, że zalety oprogramowania można wykorzystać tylko poprzez uruchamianie aplikacji Windows. Jednakże, w lutym 1991 roku, PC Magazine odnotował znaczną ilość programów napisanych dla Windows 3.0, w tym również tych które dopiero miały stać się dostępne dla OS/2. Czasopismo przytoczyło również dwa inne czynniki prowadzące do sukcesu środowiska operacyjnego: jednym z nich był nieduży koszt sprzętu potrzebnego do uruchomienia go, w porównaniu do Macintosha; natomiast drugim było skupienie na całkowitym wykorzystaniu komponentów sprzętowych, które ówcześnie były relatywnie potężne.
W obliczu bezprecedensowego sukcesu systemu Windows 3.0 Microsoft znalazł się pod ostrzałem krytyków, a także Federalnej Komisji Handlu Stanów Zjednoczonych, zdaniem której firma próbowała zdominować rynek oprogramowania kusząc konkurencję do tworzenia programów dla systemu OS/2 podczas gdy opracowywała własne dla Windows. W chwili wydania Windows 3.0, Microsoft miał odpowiednio jedynie 10 do 15 procent zysków na rynkach arkuszy kalkulacyjnych i edytorów tekstu; wartości te wzrosły do 60 procent w 1995 roku, zostawiając w tyle dominujących konkurentów takich jak Lotus Development Corporation i WordPerfect. Microsoft w istocie sugerował twórcom oprogramowania pisanie aplikacji dla OS/2, ale zamierzał także uczynić Windows 3.0 alternatywą „z niższej półki”; Gates określał OS/2 jako system operacyjny lat 90. Marka Windows miała być zaniechana po wydaniu tej wersji systemu. Śledztwa w sprawie firmy Microsoft – oraz późniejsze pozwy przeciwko niej – doprowadziły do ugody zawartej 15 lipca 1994 r., na mocy której Microsoft zgodził się nie dołączać oddzielnych pakietów oprogramowania do swoich systemów operacyjnych Po raz pierwszy w historii firma została zbadana pod kątem stosowania praktyk antykonkurencyjnych.

### Sprzedaż
Windows 3.0 uznawany jest za pierwszy Windows odnoszący sukces komercyjny. W chwili premiery, spośród 40 milionów komputerów osobistych tylko pięć procent używało wcześniejszej wersji Windows, natomiast w przeciągu pierwszego tygodnia stał się najczęściej sprzedawanym oprogramowaniem biznesowym. Po sześciu miesiącach sprzedano dwa miliony kopii. Jego sukces był ściśle powiązany z branżą komputerów osobistych, czego przykładem był gwałtowny wzrost popytu i późniejsza produkcja wydajniejszego mikroprocesora firmy Intel, modelu 80486. Windows stał się tak szeroko używany w firmach, że Brian Livingston z InfoWorld napisał w październiku 1991 r. że „firma bez komputerów z Windowsem jest niczym firma bez faksu”. Microsoft wydał 10 milionów dolarów na kampanię marketingową oprogramowania, w tym 3 miliony dolarów na jego wydanie. Po wydaniu następcy, Windows 3.1, sprzedaż osiągnęła około 10 milionów kopii, a rok później seria Windows przewyższyła DOS jako najlepiej sprzedającą się aplikację wszech czasów.
Windows 3.0 jest postrzegany jako punkt zwrotny w przyszłości Microsoftu, przypisując mu późniejszą dominację na rynku systemów operacyjnych i zwiększenie zysków firmy na rynku oprogramowania. Firma utrzymywała bliskie stosunki z IBM od początku swojej działalności, ale nieoczekiwany sukces jej nowego produktu doprowadził do zmiany relacji między obiema firmami, które do 1993 r. kontynuowały wzajemną sprzedaż swoich produktów. Po zakończeniu roku fiskalnego 1990 Microsoft ujawnił przychody o wysokości 1,18 miliarda dolarów, z czego 337 milionów dolarów zysku pojawiło się w czwartym kwartale. Ta roczna statystyka wzrosła z 803,5 mln dolarów w roku fiskalnym 1989 i uczyniła Microsoft pierwszą firmą zajmującą się oprogramowaniem do mikrokomputerów, która osiągnęła pułap 1 mld dolarów w ciągu jednego roku. Przedstawiciele Microsoftu przypisali te wyniki sprzedaży systemu Windows 3.0.